# いなほ (列車)
いなほは、東日本旅客鉄道（JR東日本）が新潟駅 - 酒田駅・秋田駅間を白新線・羽越本線経由で運行している特急列車。
列車名の「いなほ」は、日本有数の米どころである庄内平野を走る列車にふさわしく、庄内平野の一面に広がる「稲穂」にちなむ。「いなほ」が発着する新潟駅5番線ホームには、乗車口に稲穂のイラストが添えられているほか、ヘッドマークにも稲穂が描かれている。
1969年10月に、上野駅 - 秋田駅間を高崎線・上越線・信越本線を経由し、羽越本線沿線と東京を結ぶ初の特急列車として運転を開始した。当時、羽越本線は非電化だったことからキハ81系気動車で運転されていたが、1972年10月に電化されたことにより、485系電車が投入された。この時、「いなほ」ルートにおける秋田駅 - 上野駅間の所要時間が約7時間30分となり「つばさで行くより速くなりました」というキャッチフレーズが広告などに載り、売りにしていた。
1982年11月、上越新幹線が開業し、新幹線と接続するエル特急に転身。運転区間は新潟駅 - 秋田駅・青森駅間となった。これにより、新潟駅で上越新幹線列車に接続する役割のほかに、新潟県下越地方北部・山形県庄内地方・秋田県沿岸地域相互間を結ぶ特急列車としての役割を担うようになった。このエル特急は青森まで1往復、秋田まで4往復が設定されていた。
2002年にはエル特急から指定解除されたが、その直前では青森まで1往復、秋田まで2往復、酒田まで5往復が設定されていた。2010年12月4日のダイヤ改正により、運転区間は新潟駅 - 酒田駅・秋田駅間に統一された。これによって秋田駅 - 青森駅間を運行する昼行特急列車は「つがる」に統一された。
長年運用されてきた485系電車であるが、2013年9月からは省エネ化を目的として、常磐線から転用されたE653系電車に順次置き換えられ、2014年7月までに定期列車はすべてE653系に統一された。

## 運行概況
2024年3月16日現在、定期列車は新潟駅 - 酒田駅間に5往復、新潟駅 - 秋田駅間に2往復の計7往復が運転されており、羽越本線を走る唯一の特急列車である。定期列車のほか、多客時には臨時列車が運転される。運行区間の大半が日本海の沿岸地域であるため、冬季を中心に強風や雪害の被害に遭いやすく、しばしば運休や遅延が発生している。

### 停車駅
新潟駅 - 豊栄駅 - 新発田駅 - 中条駅 - 坂町駅 - 村上駅 - 府屋駅 - あつみ温泉駅 - 鶴岡駅 - 余目駅 - 酒田駅 - 遊佐駅 - 象潟駅 - 仁賀保駅 - 羽後本荘駅 - 秋田駅

### 所要時間
新潟駅 - 酒田駅間 上り 2時間02分 - 2時間05分 下り 2時間07分 - 2時間12分
新潟駅 - 秋田駅間 上り 3時間33分 - 3時間35分 下り 3時間35分

### 使用車両・編成
使用車両はJR東日本の新潟車両センターに所属するE653系電車を使用する。1000番台（7両編成・グリーン車あり）での運転を基本とするが、新潟駅 - 酒田駅間の1往復（3・10号）のみ1100番台（4両編成・グリーン車なし）で運転される。
E653系は2013年9月のダイヤ改正で1往復（7・8号）に充当されたのを皮切りに、2014年7月12日には定期列車全7往復を、従来使用されていた485系電車から置き換えた。

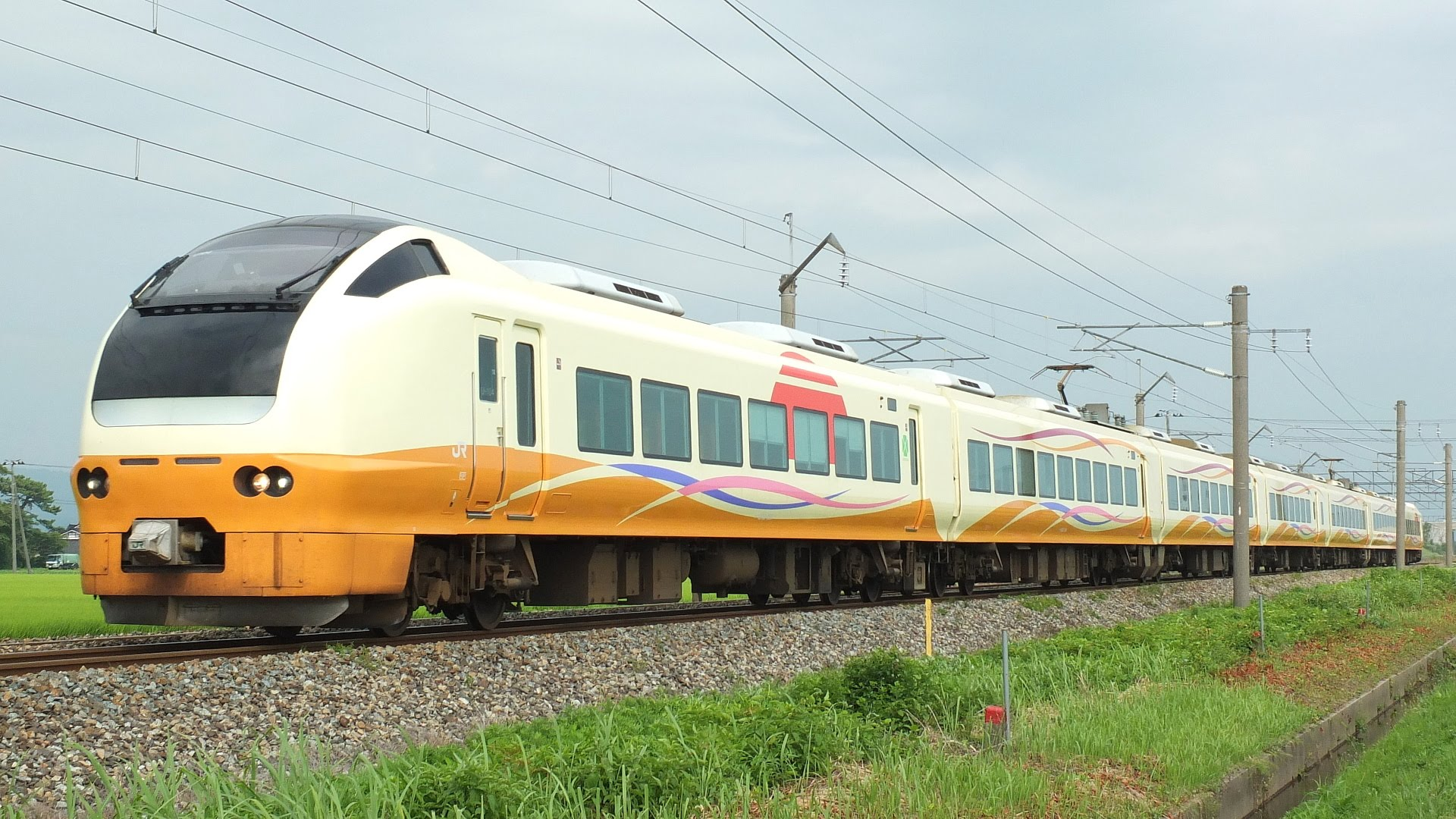
E653系1000番台(基本塗装)
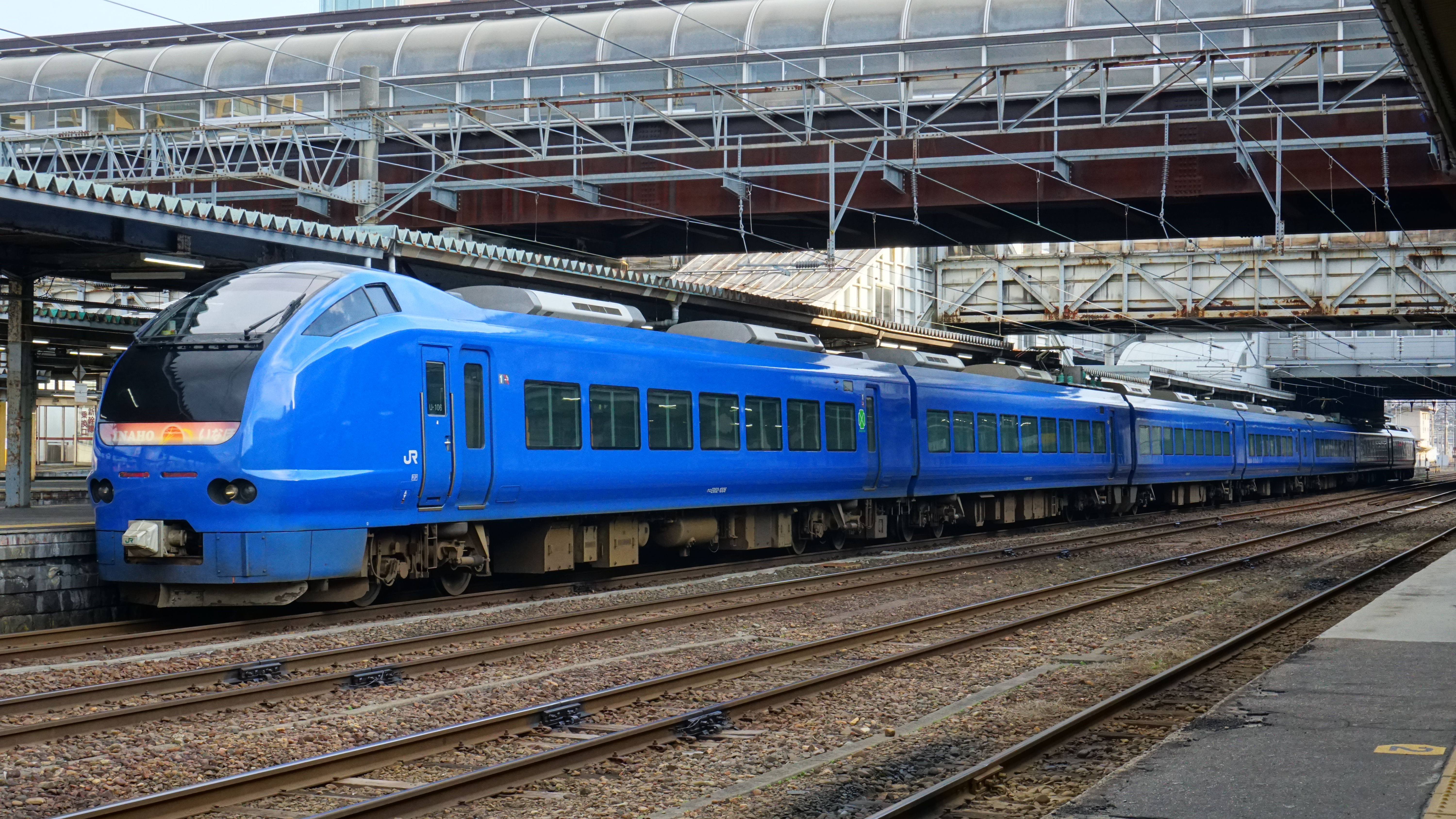
同「瑠璃色」塗装(U106編成)
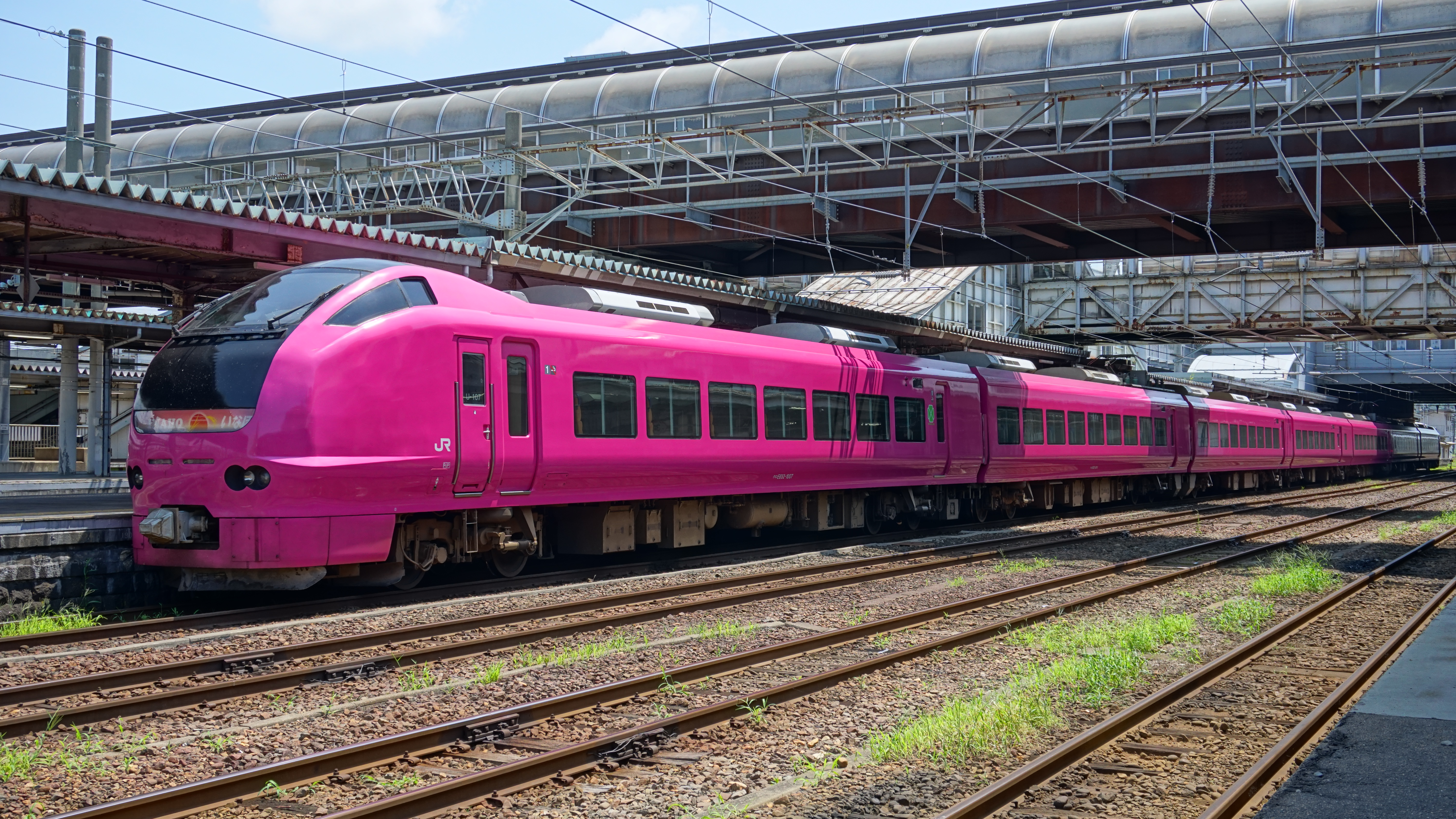
同「ハマナス色」塗装(U107編成)
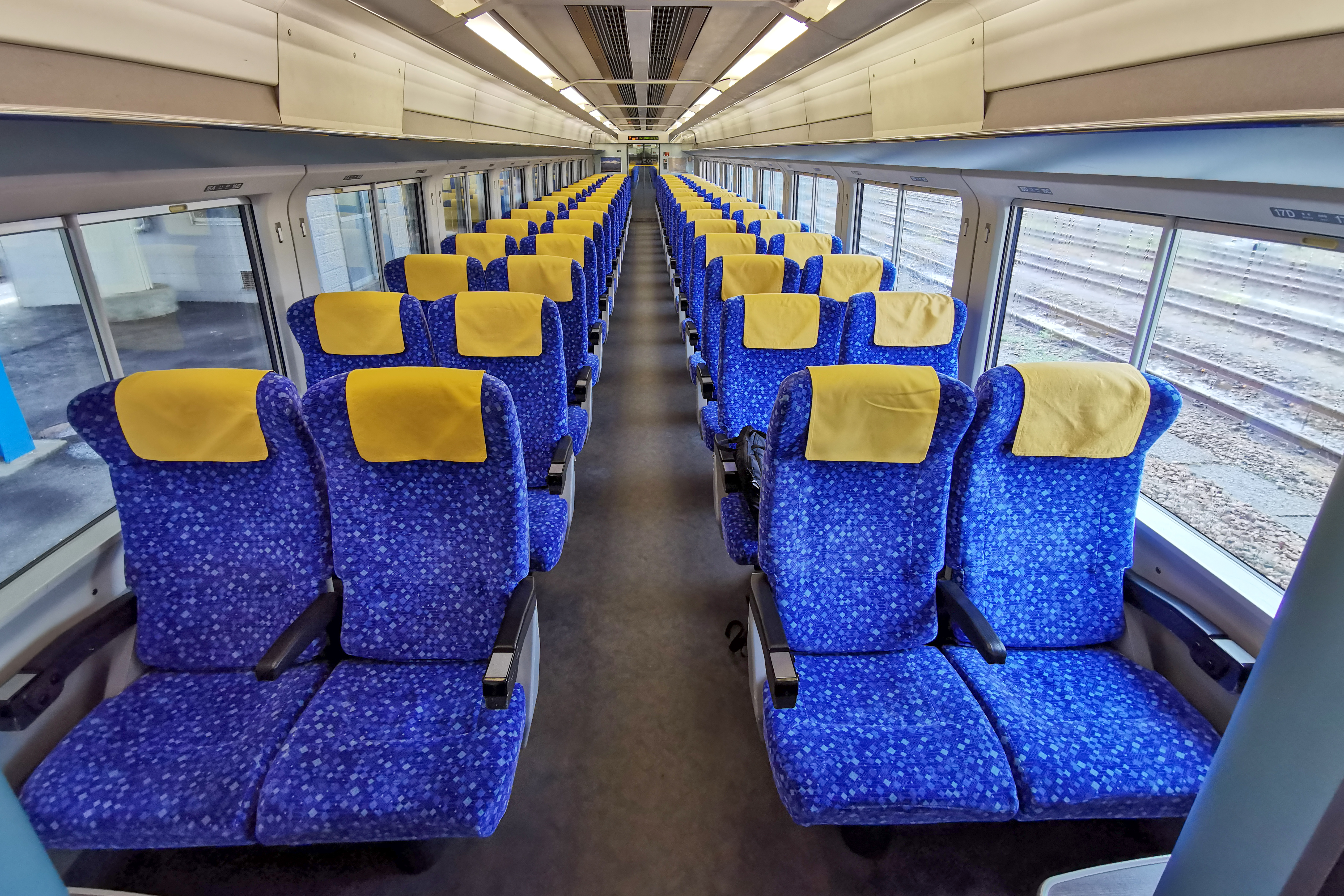
E653系1000番台の車内（自由席）
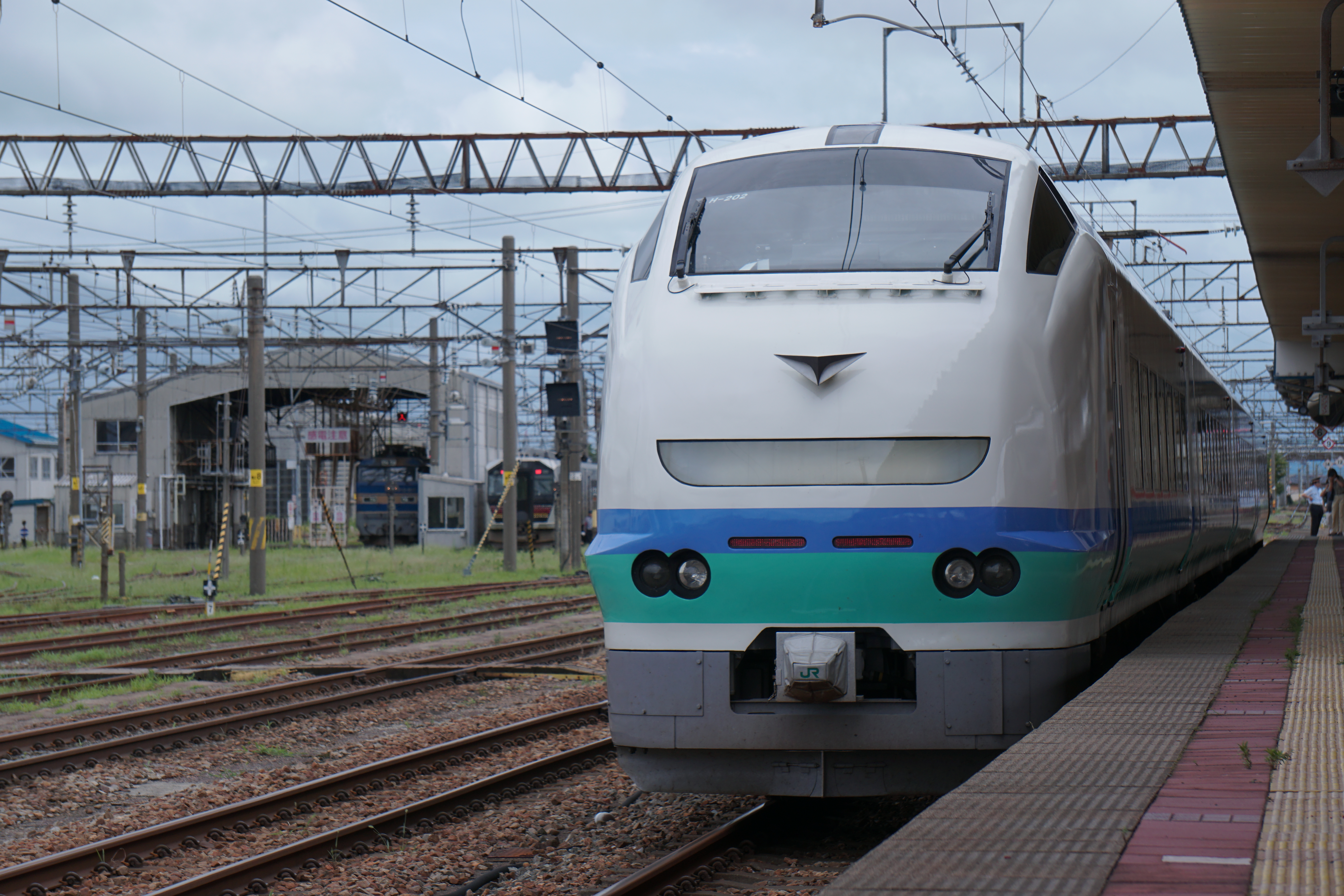
1100番台「上沼垂色」塗装(H202編成)

#### 過去の使用車両
運転開始当初は、1968年の東北本線全線電化で余剰となったキハ81系を使用して運転されていた。
1972年10月には羽越本線の電化によって485系電車を導入した。1982年11月からは青森運転所の485系（9両編成）を使用し、福井駅発着の「白鳥」1往復（1・4号）や一部の「はつかり」と共通運用された。
2014年7月11日まで、新潟車両センター所属の485系は「いなほ」と「北越」の共通運用となっており、リニューアル車3000番台（R編成）と1000番台（T編成、K編成）で運転されていた。
485系1000番台のうち、K編成の全車両とT編成中間の座席指定席車には座席をR編成のものに取り替えた車両を編成に組み込んでいる場合がほとんどであった。自由席車は従来の簡易リクライニングシートのクッションをバケットタイプに交換した車両と、元「雷鳥」編成のデラックス車が含まれ、これに座席のみデラックス車と同等で座席部のハイデッキ化や座席の前後間隔拡大などはされていない車両も存在していた。
JR東日本における在来線特急列車の英語表記は「Limited Express」であるが、485系R編成の車内LED式案内表示器では新幹線特急列車を指す「Super Express」が表示されていて、R編成の前面LED式ヘッドマークでは、稲穂が揺れる様子がアニメーションで表現されていた。2014年7月11日に「いなほ」としての定期運用を終了した。

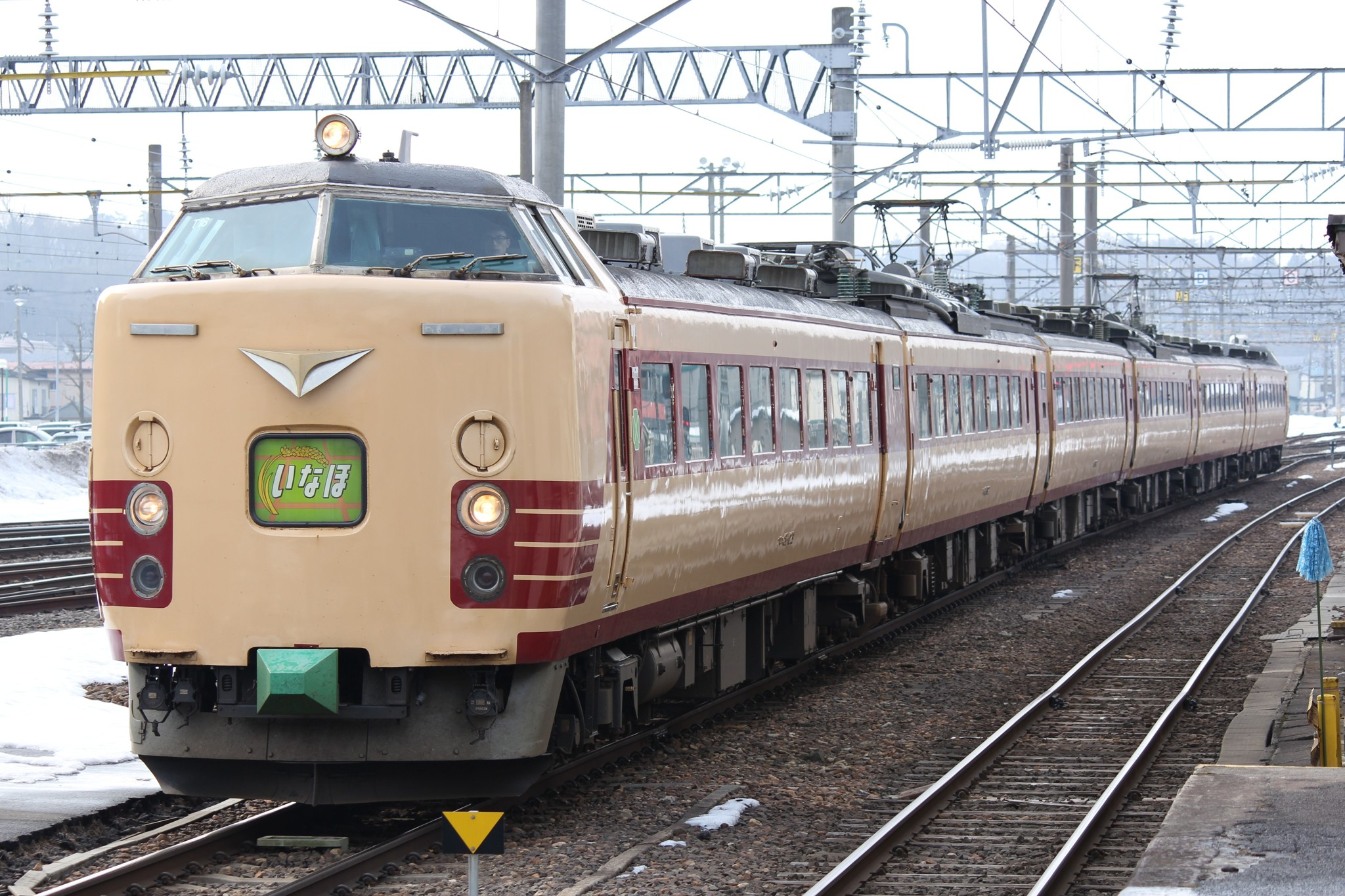
485系（国鉄色）
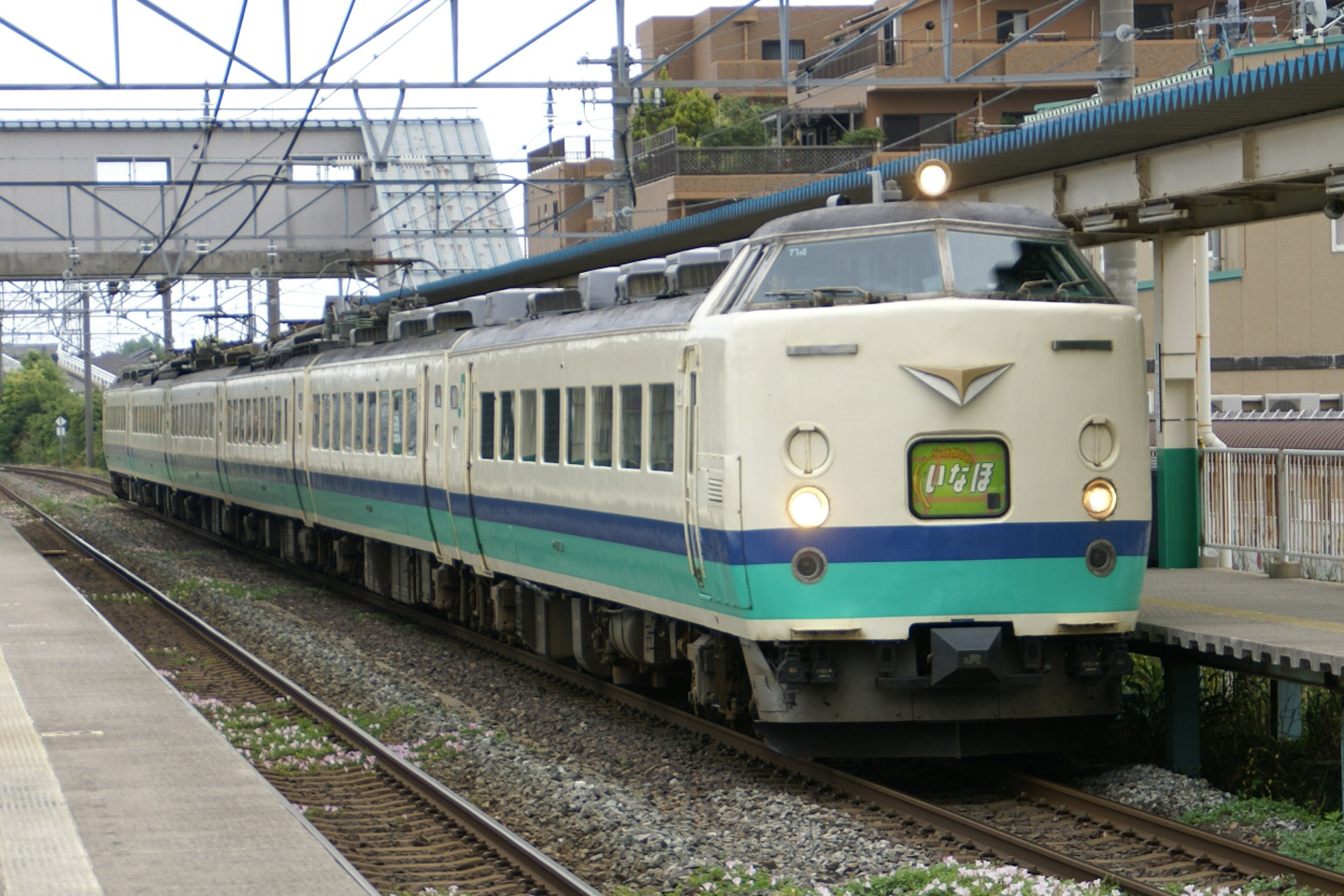
485系（上沼垂色）
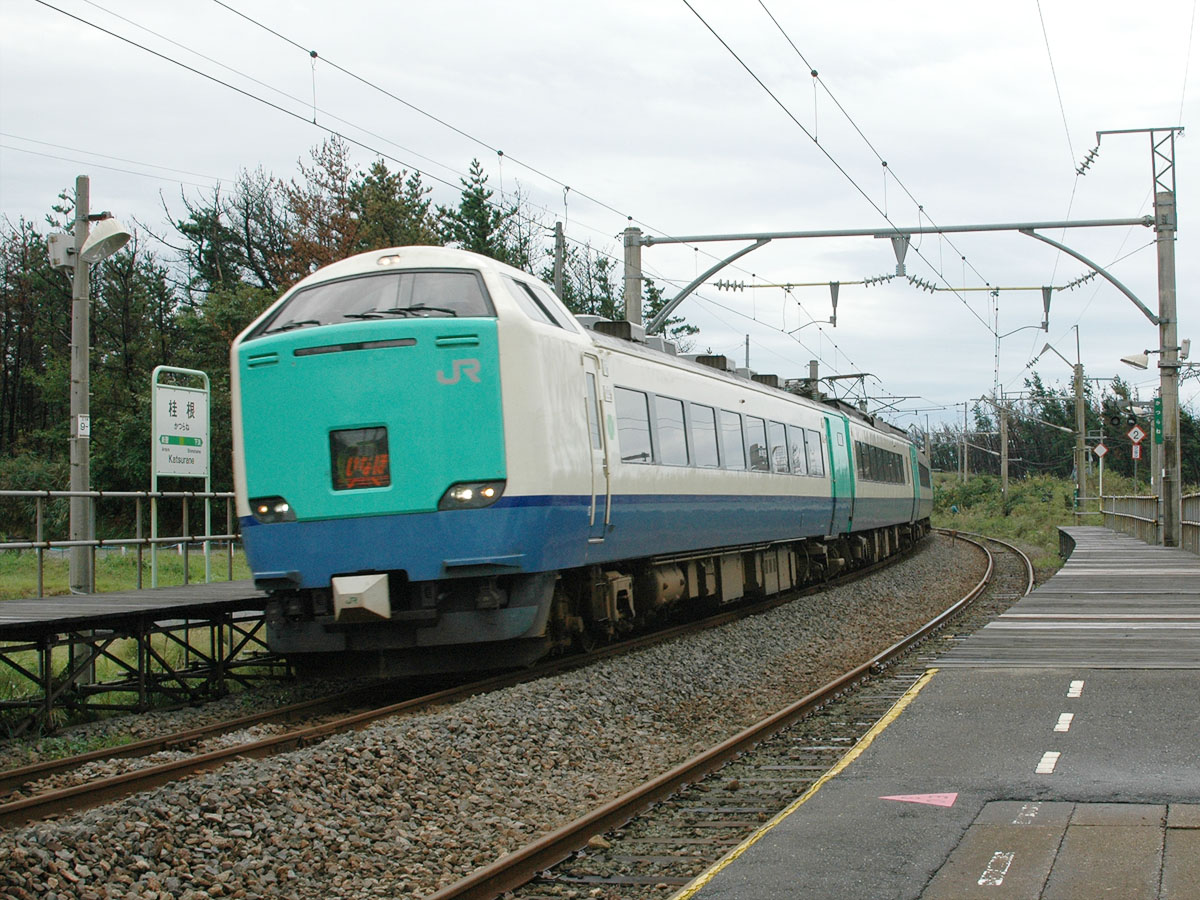
485系3000番台（上沼垂色）

### 車内販売
車内販売は2021年3月12日をもって全廃された。営業していた頃は日本レストランエンタプライズが担当していた。2014年3月14日までは酒田発着列車では車内販売はなかったが、同月15日から全列車で車内販売を行っていた。ただし臨時列車では車内販売を行わない場合があった。

## 今後の展望
白新線・羽越本線は部分複線であり、新潟県・山形県境付近は線形が悪いため、列車の高速化には大きなネックとなっている。また、日本海沿岸部を走行する区間が多いこともあり、特に冬期間は降雪（特に吹雪）・積雪の影響でほぼ慢性的な遅れや運休が発生している。1990年代以降、運転本数が減っており、沿線人口が少ない酒田駅 - 秋田駅間では、優等列車は「いなほ」2往復だけである。
「いなほ」による首都圏と庄内地方間の利用は、1日平均で1,000人、片道あたり500人程度となる。
2006年3月に、山形・新潟両県より、羽越本線高速化の方式としては新潟駅新幹線ホーム乗り入れを含む在来線高速化改良が最も有効であるという調査報告が出され、新潟駅では同じホームでの対面乗換を可能にする工事が開始され、2018年に実施された。
山形県の「県鉄道利用・整備強化促進期成同盟会」の意識調査によると、羽越本線の利用客の6割超が「公費負担をしてでも高速化が必要」と考えていることが分かった。交通機関の利便性向上策に関しても「特急いなほの高速化」を挙げる意見が31%、「いなほ増発」が17%、「いなほの車両入れ替え」が4%となったほか、「庄内空港の増便」が9%、「庄内空港拡大」が8%などとなり、庄内地方では鉄道の重要度が高く考えられていることが示されている。

## 歴史
ここでは羽越本線直通優等列車の歴史を述べる。

### 羽越本線優等列車の創始
- 1962年（昭和37年）3月10日：新潟駅 - 秋田駅間を運行する準急列車として、キハ58系気動車を使用した「羽越」が運行を開始する。
  - このダイヤ改正当時、羽越本線を通過する優等列車として、大阪駅 - 青森駅間を運行する特別急行列車「白鳥」、急行列車「日本海」と、上野駅発着の夜行急行列車「羽黒」がそれぞれ設定されていた。また帰省ラッシュシーズンの多客期には、この「羽黒」を補完する臨時列車として、準急「庄内」が上野駅 - 酒田駅間に設定されていた。「庄内」は下りは夜行、上りは昼行列車として運行された。
- 1963年（昭和38年）4月20日：金沢駅 - 秋田駅間を運行する急行列車「しらゆき」が運行開始。
- 1965年（昭和40年）10月1日：「羽越」の運行区間を上野駅まで延長する形で、昼行急行列車として「鳥海」が新設される。車両の増備が間に合わなかったため、11月までは新潟駅 - 秋田駅間で運転され、上野駅 - 秋田駅間の運転は同年の12月1日からとなった。[12]
- 1967年（昭和42年）10月1日 「羽越」、新潟駅 - 酒田駅間の不定期急行列車として再設定される。[13]
- 1968年（昭和43年）10月1日：「ヨンサントオ」と称されるダイヤ改正に伴い、以下のように変更。
  - 「羽黒」の名称を「鳥海」に改称。昼行の「鳥海」は上り下りとも「鳥海1号」と称される。
  - 「羽越」定期列車化。新潟駅 - 秋田駅間に1往復運転される。

### 「いなほ」運行開始とその後の展開
- 1969年（昭和44年）10月1日：上野駅 - 秋田駅間を高崎線・上越線・信越本線・羽越本線（水原駅経由）経由で運行する特別急行列車として「いなほ」1往復が運転を開始。羽越本線沿線と東京を結ぶ初の特急列車となる。[3]
  - 「いなほ」にはキハ81系を使用。所要時間は上野駅 - 秋田駅間が8時間10分[3]、秋田駅 - 上野駅間が8時間15分[3]、酒田駅 - 上野駅間が6時間44分[3]で、それまでの急行利用と比べて1時間半以上も短縮された。
  - 急行「鳥海1号」は上野-新潟間が季節列車化。
- 1970年（昭和45年）10月1日：鶴岡駅 - 秋田駅間に特定特急券を設定[14]。

- 1972年（昭和47年）
  - 3月15日 : 「いなほ」、7両編成から9両編成に変更。[15]
  - 10月2日：羽越本線電化完了に伴うダイヤ改正により、 「いなほ」に485系電車を導入[4]。また、青森駅までの1往復が増発され、「いなほ」は計2往復となる[4]。 気動車急行「鳥海1号」は「羽越1号」に改称され、「羽越2号」と合わせて計2往復となる。
    - 「いなほ」の485系は青森運転所の12両編成を使用し、一部の「やまびこ」や一部の「ひばり」と共通運用された。そのため、「はつかり」の485系投入までは青森駅発着の「いなほ」や「やまびこ」の青森までの季節延長（または同ダイヤでの回送列車）で青森運転所の入出庫を行っていた。
- 1975年（昭和50年）10月1日：中条駅を停車駅に加える（1往復）[16]。
- 1978年（昭和53年）10月2日：余目駅を停車駅に加える（2・5号の1往復）[17]。

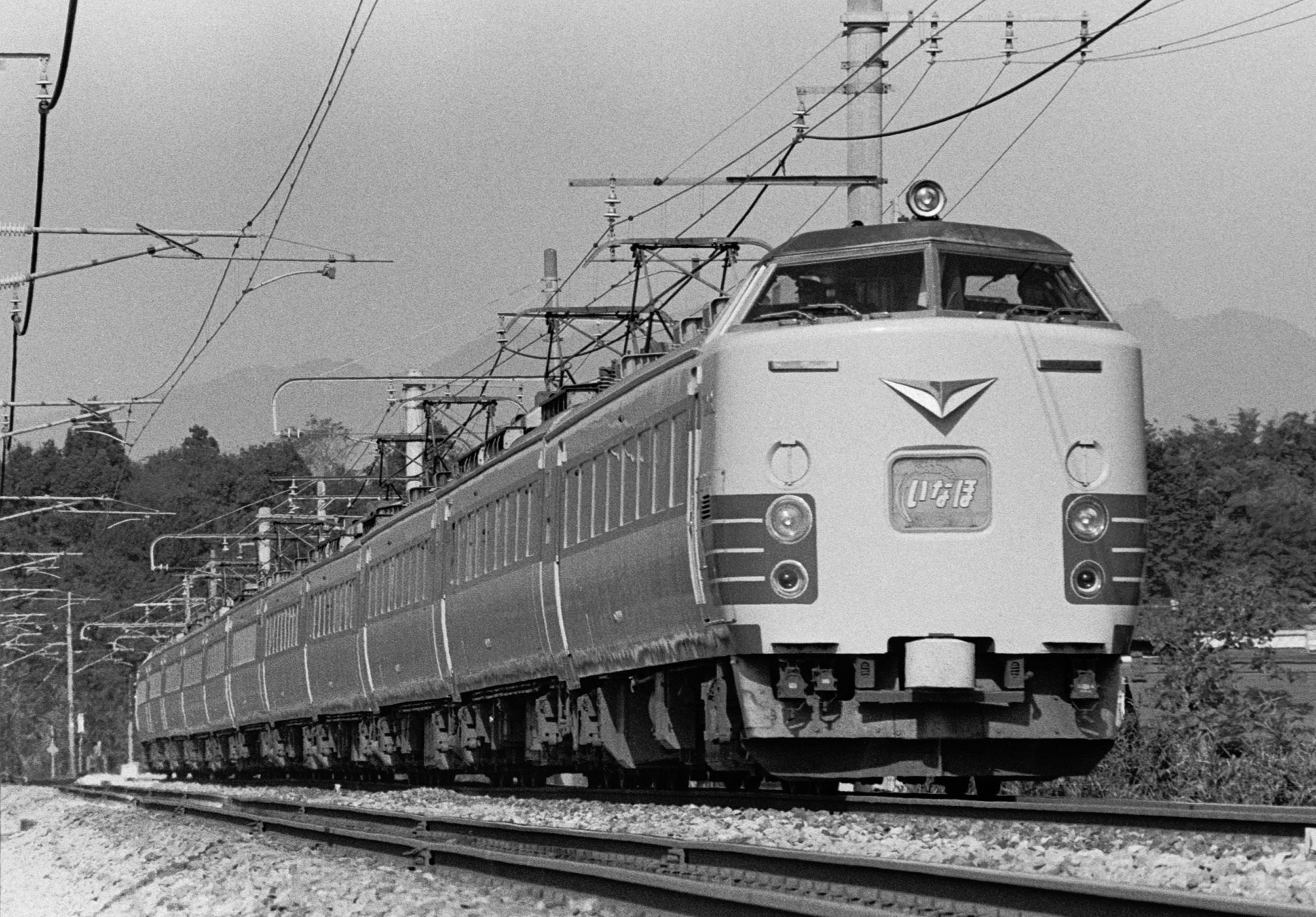
上越線を走る485系「いなほ」
(1982年11月3日）

- 1979年（昭和54年）7月1日：ダイヤ改正に伴い、以下のとおり変更。
  - 「いなほ」秋田駅発着列車を1往復増発し、「いなほ」上野駅 - 秋田駅2往復・上野駅 - 青森駅1往復の3往復体制となる。
  - 「羽越」の下り列車に坂町駅まで「あさひ」が連結され、多層建て列車として運行される。
  - 上越新幹線の開業に先立ち、1982年7月以降いなほ3・4号の食堂車営業休止に伴いサシ481形の連結がなくなり11両編成となった。

上野駅乗り入れ時の「いなほ」停車駅

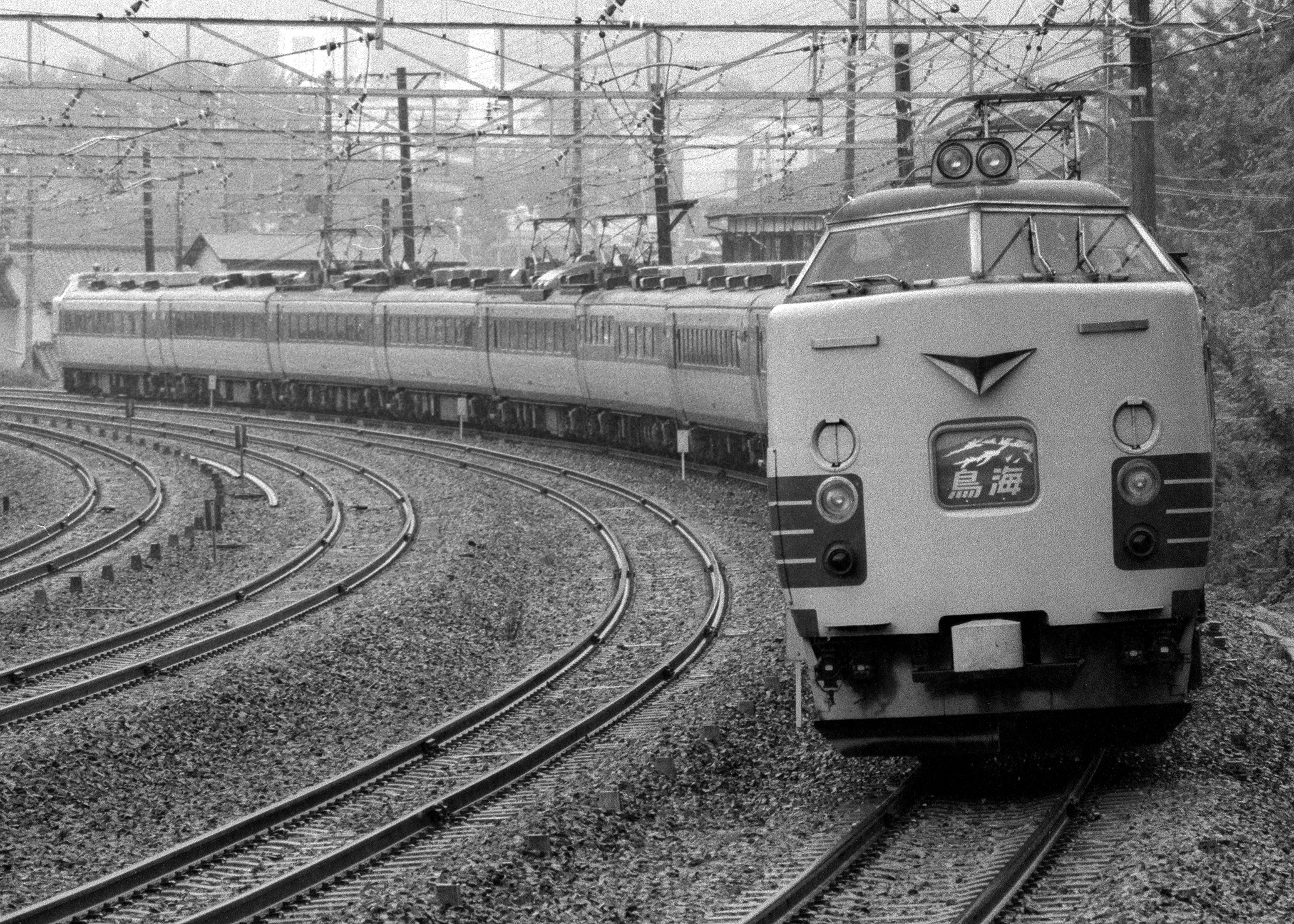
鳥海のヘッドマークが掲示された485系（1983年）

- 上野駅 - 大宮駅 - 高崎駅 - 水上駅 - 長岡駅 - 新津駅 - 新発田駅 - 中条駅 - 村上駅 - あつみ温泉駅 - 鶴岡駅 - 余目駅 - 酒田駅 - 象潟駅 - 仁賀保駅 - 羽後本荘駅 - 秋田駅 - 八郎潟駅 - 東能代駅 - 鷹ノ巣駅 - 大館駅 - 大鰐駅（現・大鰐温泉駅）- 弘前駅 - 青森駅

羽越線急行停車駅（列車・時期によって異なる）
- 新潟駅 - 豊栄駅 - 新発田駅 - 中条駅 - 坂町駅 - 村上駅 - 府屋駅 - 鼠ケ関駅 - あつみ温泉駅 - 羽前大山駅 - 鶴岡駅 - 藤島駅 - 余目駅 - 酒田駅 - 遊佐駅 - 吹浦駅 - 象潟駅 - 仁賀保駅 - 羽後本荘駅 - 秋田駅
- 1982年（昭和57年）11月15日：上越新幹線開業に伴うダイヤ改正に伴い、以下のように変更。
  - 急行「羽越」は、「いなほ」に格上げされる形で廃止[18]。
  - 急行「しらゆき」が特急列車に昇格。「白鳥」1号・4号となる。発着が金沢駅から福井駅に延長される。
  - 「いなほ」が、気動車急行「羽越」2往復と大阪駅 - 青森駅間を運行していた急行「きたぐに」の新潟駅 - 青森駅間を吸収、新潟駅 - 秋田駅4往復・青森駅間1往復の計5往復体制となり、エル特急に指定される[19]。これにより、上越新幹線接続列車として「鳥海」の1往復を除き新潟駅発着に変更する。
    - 車両は青森運転所の485系9両編成で、福井駅発着の「白鳥」1号・4号と一部の「はつかり」と共通運用。上野駅 - 酒田駅間は従来に比べて1時間ほどの短縮となったものの、一部から「乗り換えが煩わしい」、「直通の特急が1本しかなくなり、切符が取りにくくなった」との声もあがった[要出典]。

  - 上越新幹線の始発駅が大宮駅であることから、上野駅 - 青森駅間（水原駅経由）1往復のみ、特急「鳥海」として存続させる[18]。
    - 車両は従前の「いなほ」3号・4号同様、青森運転所の485系12両編成で、大阪駅発着の「白鳥」2号・3号と共通運用。
    - 車両運行の都合上「白鳥」3号・2号と同じく、11月17日 - 12月24日の間、グリーン車不連結で運転していた日があった。
    - 上野駅 - 青森駅を結ぶ唯一の昼行特急となる。

特急「鳥海」停車駅
- 上野駅 - 大宮駅 - 高崎駅 - 水上駅 -（越後中里駅） - （石打駅） - 長岡駅 - 新津駅 - 新発田駅 - 中条駅 - 坂町駅 - 村上駅 - あつみ温泉駅 - 鶴岡駅 - 余目駅 - 酒田駅 - 象潟駅 - 羽後本荘駅 - 秋田駅 - 八郎潟駅 - 東能代駅 - 鷹ノ巣駅 - 大館駅 - 大鰐駅（現・大鰐温泉駅） - 弘前駅 - 青森駅
  - 「いなほ」3号・4号の通過駅だった坂町駅と余目駅に、新規停車。なお、これまで特急通過駅だった坂町駅が、昼行急行の特急昇格化に伴い、全ての昼行特急が停車することになる。
  - 越後中里駅と石打駅は冬季スキーシーズンのみの臨時停車。

### 上越新幹線本格稼働後の「いなほ」とその周辺列車群
- 1985年（昭和60年）
  - 3月14日：東北・上越新幹線上野駅開業に伴うダイヤ改正に伴い、以下のようにダイヤが変更される。
    - 「鳥海」の定期運行を廃止[6]し、上野駅 - 秋田駅間の臨時列車となる。車両は秋田運転区の485系7両編成に変更。上越線内は新前橋駅、渋川駅、沼田駅が停車駅に追加される変わり種。羽越本線内は、府屋駅、遊佐駅、仁賀保駅が追加される。
    - 寝台急行「天の川」の廃止に伴い、「いなほ」に酒田駅発着列車を1往復設定し、6往復体制となる。このほか、帰省ラッシュシーズンには臨時列車として、急行「庄内」を新潟駅 - 酒田駅・鶴岡駅間に設定。急行「きたぐに」の間合い運用となる583系電車や、キハ58系気動車で運用された。「庄内」の設定は1993年まで続き、現在の臨時「いなほ」の原型となる。
このダイヤ改正以降、「いなほ」の運行区間は羽越本線内が中心となる。車両は青森運転所と秋田運転区の485系6両編成に変更[注 4]。
吹浦駅が停車駅に追加。

  - 4月20日：全区間にB特急料金を適用[20]。
- 1986年（昭和61年）11月1日：酒田以北のアクセスは田沢湖線経由の「たざわ」が主となった状況を鑑み[21]、秋田駅発着の「いなほ」の2往復を酒田駅発着に見直し。また、季節列車1往復（新潟 - 酒田）を設定し、「いなほ」は定期6往復、季節1往復となる[21]。
  - 臨時特急「鳥海」の受け持ち車両が勝田電車区の485系9両編成に変更される。
- 1987年（昭和62年）10月9日：半室グリーン車投入開始[19][22]。翌年3月2日までに全列車の投入を一旦完了する[19]。
- 1988年（昭和63年）
  - 3月13日：「いなほ」の1往復を増発。また季節列車を定期列車化し、計8往復体制（酒田5往復、秋田2往復、青森1往復）となる。なお、1往復は半室グリーン車なし[19]。
  - 臨時特急「鳥海」の廃止。
  - 7月：新潟駅 - 村上駅間の臨時快速列車「胎内」（たいない）を運行開始。
- 1989年（平成元年）3月11日：酒田発着の1往復を秋田発着に延伸。また、残る1往復に半室グリーンを連結し、改めて全列車の投入を完了する[19]。
- 1991年（平成3年）3月16日：「いなほ」の最高速度が従来の100 km/hから120 km/h（酒田駅 - 三瀬駅間・村上駅以南）に向上、これにより所要時間が14分程度短縮された[23]。秋田駅発着の「いなほ」1往復（3・14号）の新潟駅 - 酒田駅間の途中停車駅を村上駅・鶴岡駅のみに限定した通称「スーパーいなほ[24]」を設定。上下とも上越新幹線の最速達列車と接続することで所要時間を短縮した。また、通過となった新発田駅・中条駅・坂町駅への利用客対策として新潟駅 - 村上駅間の快速列車「せなみ」2往復運行開始。停車駅は村上駅発着の「いなほ」に概ね準じていた。
- 1993年（平成5年）3月18日：快速「せなみ」を格上げし、村上駅発着の「いなほ」2往復を運行開始、酒田駅発着の「いなほ」1往復を季節列車化する[25]。この改正で計9往復体制（村上2往復、酒田3往復、秋田3往復、青森1往復）となり、「スーパーいなほ」は通常の停車駅に戻されたが、1997年頃までは帰省シーズンの臨時列車として、新潟駅・村上駅間をノンストップにした列車が運行されていた。
- 1995年（平成7年）12月1日：「いなほ」の村上駅発着列車を1往復酒田駅まで延長、1往復廃止し、計8往復体制（酒田4往復、秋田3往復、青森1往復）に減便[26]。
- 1997年（平成9年）3月22日：秋田新幹線開業により、酒田駅 - 秋田駅間の運行は半分（酒田6往復、秋田1往復、青森1往復）に減便される[24]。この頃から「いなほ」は新潟駅 - 酒田駅間の列車が中心となり[24]、利用客のターゲットを山形県庄内地方・新潟県下越地方に絞る。酒田発新潟行きの上り1本（4号）が「スーパーいなほ」となり、途中停車駅が鶴岡駅・村上駅のみとなる[27]。また、4往復が豊栄駅に停車する[27]。
- 1999年（平成11年）12月4日：「スーパーいなほ」の設定を廃止。
- 2000年（平成12年）2月23日：「いなほ11号」にて485系3000番台使用開始[28]。
- 2001年（平成13年）3月3日：大阪駅 - 青森駅間の特急「白鳥」が廃止。それぞれ「雷鳥」「北越」「いなほ」に系統分離される。これにより「いなほ」のダイヤが見直され、青森発着の1往復は元「白鳥」のダイヤを踏襲したものとなり、酒田発着の1往復を秋田発着に延伸する（酒田5往復、秋田2往復、青森1往復）。
  - 「白鳥」の流れを踏襲する形で、秋田駅以北は、八郎潟駅、森岳駅、大鰐温泉駅が停車駅から外れる。
  - 新潟駅 - 青森駅間運行の「いなほ」が日本の在来線で最長の定期昼行特急列車(458.8 km)となる[注 5][29]。
- 2002年（平成14年）12月1日：酒田駅発着の1往復を廃止し、計7往復体制（酒田4往復、秋田2往復、青森1往復）となる。また、「エル特急」指定を廃止し[30]、前面ヘッドマークに配されていたLマークが黒く塗りつぶされた。
- 2005年（平成17年）12月25日：秋田発新潟行の「いなほ」14号が羽越本線の第2最上川橋梁通過直後に突風に煽られて、脱線転覆事故が発生。
- 2007年（平成19年）3月18日：全車両禁煙となる。
- 2008年（平成20年）3月15日：ダイヤ改正で「いなほ」の新潟発の終発が繰り上げられる。
- 2010年（平成22年）12月4日：東北新幹線八戸駅 - 新青森駅間延伸開業に伴うダイヤ改正で秋田駅 - 青森駅間を「つがる」に分離[31][注 6]。

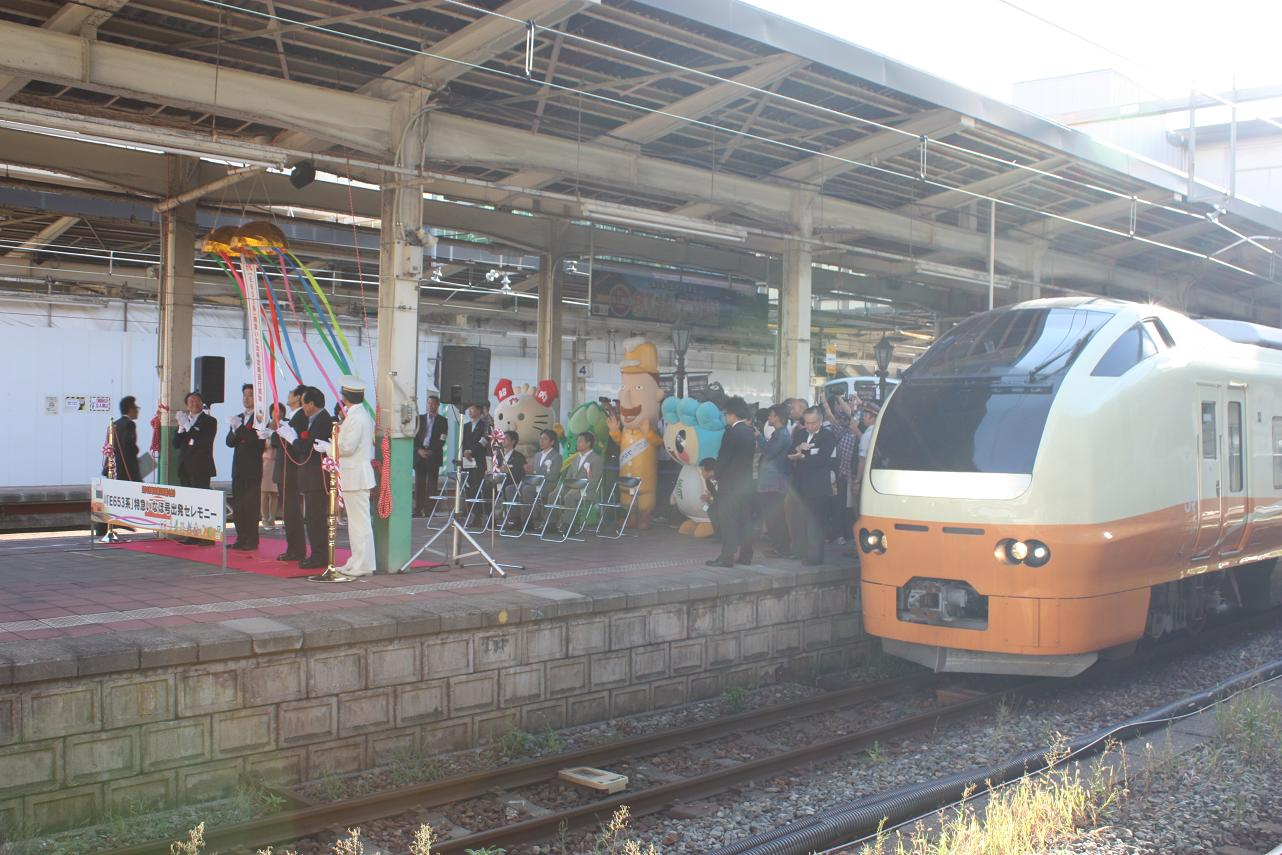
E653系いなほ7号出発セレモニー（2013年9月28日撮影）

- 2013年（平成25年）9月28日：「いなほ」1往復（7・8号）で新型車両E653系1000番台での運転開始[32][33]。
- 2014年（平成26年）
  - 3月15日：E653系1000番台を追加投入し、「いなほ」4往復を置き換え。同時に、所要時間を1 - 4分短縮する[34]。
  - 7月12日：E653系1000番台を追加投入し、「いなほ」2往復を置き換え。「いなほ」の全定期列車がE653系に統一され、485系が「いなほ」定期運用から撤退[35]。
- 2015年（平成27年）
  - 3月14日：ダイヤ改正で、酒田発の始発が5時台後半から前半に繰り上がる。
  - 3月21日：「いなほ」が、4年3ヶ月振りに青森駅までの限定復活運転を実施。21日は新潟発青森行、翌22日は青森発新潟行きで、485系電車により運行した[36]。
- 2018年（平成30年）4月15日：新潟駅の在来線ホーム一部高架化に伴い、一部列車を上越新幹線と同一ホームでの対面乗り換えに変更[37][38]。
- 2019年（平成31年）
  - 3月15日 : この日をもって、酒田駅 - 秋田駅間で車内販売を終了。新潟駅 - 酒田駅間は車内販売を継続し、飲料・菓子類・つまみ類のみ販売に縮小する[39]。
  - 3月16日：ダイヤ改正で、上越新幹線との同一ホーム乗り換えの実施を全ての定期列車に拡大した[40]。
- 2020年（令和2年）
  - 4月9日 : 5月31日までの期間中、新型コロナウイルスの感染拡大防止のため、車内販売を中止[41]。
  - 6月13日 - 6月14日：新潟駅・秋田駅 - 青森駅間の臨時列車として「鳥海」を運行[42]する予定だったが、新型コロナウイルス感染拡大の影響で運休。
- 2021年（令和3年）
  - 1月16日：新型コロナウイルス感染拡大防止のため、同日より当面の間、車内販売を中止[43]。
  - 2月15日 - 2月23日：同月13日に発生した福島県沖地震による東北新幹線の一部区間不通による迂回措置として、「いなほ」11号（新潟発酒田行き）を、秋田駅まで延長運転[44][45]。
  - 3月12日：この日をもって全区間で車内販売が正式に廃止[46]。
- 2022年（令和4年）
  - 3月12日：ダイヤ改正により、以下の通り変更[47]。
    - 上下1往復（5号・10号）の酒田駅 - 秋田駅間廃止（厳密には臨時列車化）[47]。
    - 上下1往復（3号・10号）が4両編成（グリーン車なし）に変更される。

  - 3月18日：3月16日に発生した福島県沖地震による東北新幹線の一部区間不通の影響で、ダイヤ改正で臨時列車化した「いなほ」を、迂回措置として、酒田駅 - 秋田駅間は全車自由席の臨時快速列車として延長運行[48]。
    - 東北新幹線が全線で運転再開された4月14日まで運行された。

  - 6月4日：新潟駅高架化工事のため、この日は全列車が運休。豊栄 - 酒田・秋田間の臨時快速を運行[49]。